# Ванс (окръг)
Окръг Ванс (на английски: Vance County) е окръг в щата Северна Каролина, Съединени американски щати. Площта му е 699 km², а населението – 44 244 души (2016). Административен център е град Хендерсън.